# مقاطعة ترامواي تونس

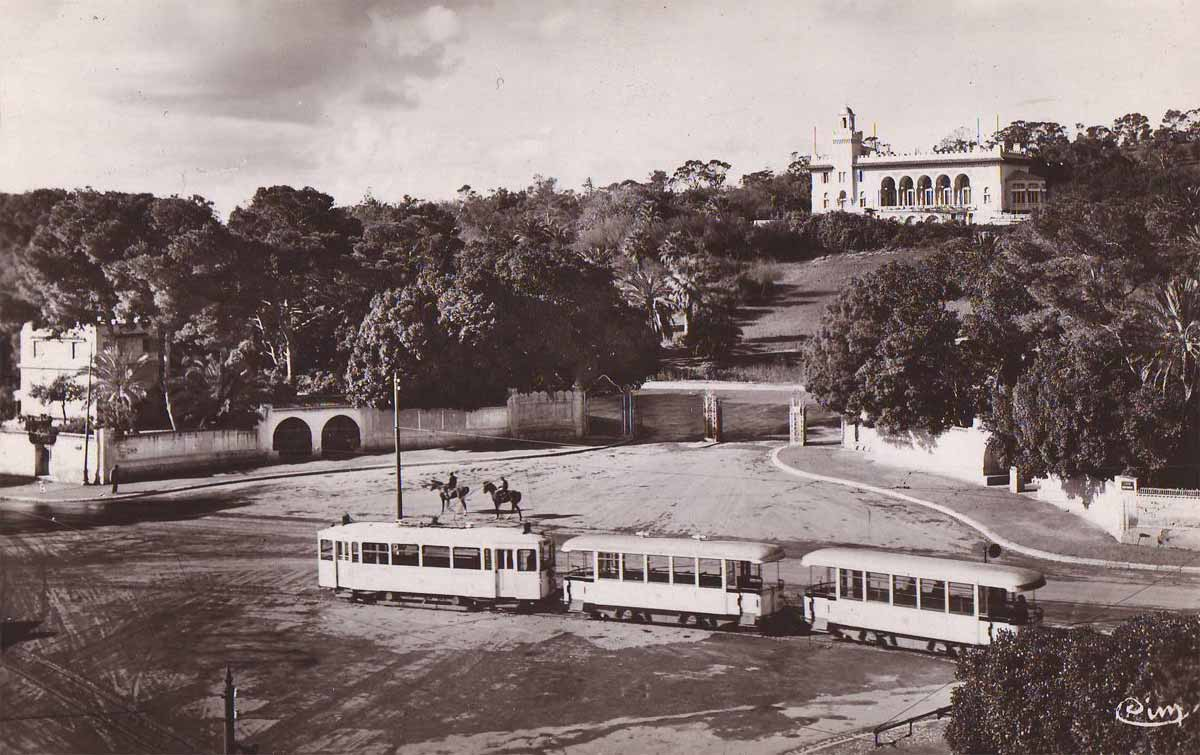
إحدى ترامات مدينة تونس قرب منتزه البلفيدير

مقاطعة ترامواي تونس تشير إلى حملة المقاطعة التي شنها التونسيون عام 1912 ضد ترامواي مدينة تونس المملوك لشركة فرنسية. انطلقت عملية المقاطعة في 8 فيفري 1912 بعد تعرض طفل تونسي للدهس من طرف ترام يقوده سائق إيطالي وسط احتقان ضد الشركة بسبب ممارستها التمييزية ضد عمالها التونسيين وفي أجواء متوترة في البلاد بعد أقل من 4 أشهر من اندلاع أحداث الجلاز. لاقت الحملة نجاحا شعبيا ساهمت فيه عدة شخصيات وطنية مثل علي باش حامبة من حركة الشباب التونسي التي ساندتها عبر جريدتها «التونسي». ادّى نجاح الحملة إلى استنفار سلطات الحماية الفرنسية التي قامت في 13 مارس بحلّ حركة الشباب التونسي ونفي ابرز قادتها. شكلت المقاطعة محطة هامة في تاريخ الحركة الوطنية التونسية وتجربة أولى للاحتجاج السلمي في مواجهة الاستعمار الفرنسي.
1. ↑  "من أدبيات حركة الشباب التونسي: أحداث «الترامواي» تغير مجرى الحركة الوطنية التونسية"، جريدة الشروق في 18 جوان 2005 [وصلة مكسورة] أدبيات حركة الشباب التونسي: أحداث «الترامواي» تغير مجرى الحركة الوطنية التونسية_A238446_25 نسخة محفوظة 30 ديسمبر 2016 على موقع واي باك مشين.
2. ↑  الحركة الوطنية التونسية ومطلب الاستقلال (1881-1956):(1) من جريدة الصباح [وصلة مكسورة] نسخة محفوظة 9 يناير 2020 على موقع واي باك مشين.